# Simacota
Simacota è un comune della Colombia facente parte del dipartimento di Santander.
L'abitato venne fondato nel 1707, ma la zona, ai tempi della colonizzazione spagnola, era abitata da indigeni di 5 tribù: Guamacaés, Yariguies, Tolomeos, Arayas e Topoyos.